# Masléon

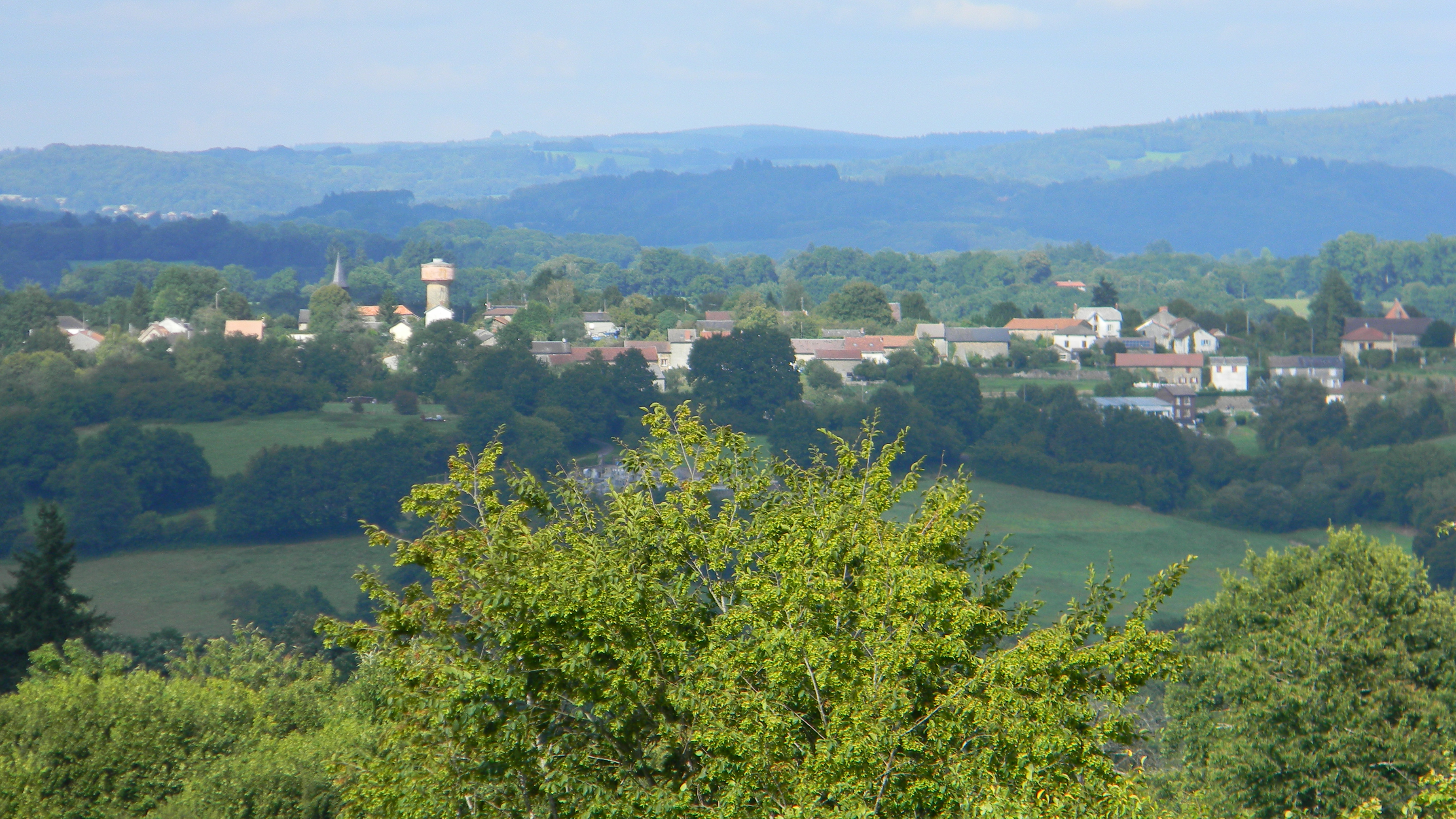

Masléon is een gemeente in het Franse departement Haute-Vienne (regio Nouvelle-Aquitaine) en telt 318 inwoners (1999). De plaats maakt deel uit van het arrondissement Limoges.

## Geografie
De oppervlakte van Masléon bedraagt 8,7 km², de bevolkingsdichtheid is 36,6 inwoners per km².
De onderstaande kaart toont de ligging van Masléon met de belangrijkste infrastructuur en aangrenzende gemeenten.

## Demografie
Onderstaande figuur toont het verloop van het inwonertal (bron: INSEE-tellingen).